# Hrystyna Stuy
Hrystyna Stuy (en ukrainien Христина Стуй, née le 3 février 1988 dans le village d'Uhryniv de l'oblast d'Ivano-Frankivsk) est une athlète ukrainienne, spécialiste du sprint.

## Carrière
Ses meilleurs temps étaient en 2011 :
- 11 s 32 sur 100 m (Moscou en juin 2010)
- 22 s 79 sur 200 m (Daegu 2011)

5e en finale des Championnats d'Europe en salle à Paris-Bercy en mars 2011, elle se qualifie pour la finale du 200 m des mondiaux de Daegu en battant son record personnel. Elle finit 7e de cette finale mondiale.
Le 6 août 2012, lors des Jeux olympiques, elle améliore son record sur 200 m en 22 s 66 à Londres.
Le 3 juin 2014, elle améliore ultérieurement son record sur 100 m en courant 11 s 24 à Izmir. Un peu plus tard la même année, elle établit à 51 s 58 son record sur 400 m à Kropyvnytskyï.
Le 20 juin 2015, elle porte le record des championnats à 42 s 50 pour le relais 4 × 100 m des Championnats d'Europe par équipes que son équipe, composée également de Nataliya Strohova, de Nataliya Pohrebnyak et de Viktoriya Pyatachenko, remporte à Tcheboksary.
Avec l’équipe d’Ukraine, ellevremporte la médaille d’or par équipes lors de la finale des Jeux européens de 2019, en terminant 3e de l’épreuve individuelle du 100 m en 11 s 79.

## Palmarès
| Date | Compétition                       | Lieu        | Résultat | Épreuve   | Temps         |
| ---- | --------------------------------- | ----------- | -------- | --------- | ------------- |
| 2011 | Championnats d'Europe en salle    | Paris       | 5e       | 60 m      | 7 s 21        |
| 2011 | Championnats d'Europe par équipes | Stockholm   | 1re      | 4 × 100 m |               |
| 2011 | Universiade                       | Shenzhen    | 2e       | 100 m     | 11 s 34       |
| 2011 | Universiade                       | Shenzhen    | 1re      | 4 × 100 m | 43 s 33       |
| 2011 | Championnats du monde             | Daegu       | 7e       | 200 m     | 23 s 02       |
| 2011 | Championnats du monde             | Daegu       | 3e       | 4 × 100 m | 42 s 51       |
| 2012 | Championnats d'Europe             | Helsinki    | 2e       | 200 m     | 23 s 17       |
| 2012 | Jeux olympiques                   | Londres     | 3e       | 4 × 100 m | 42 s 04       |
| 2014 | Championnats d'Europe par équipes | Brunswick   | 1re      | 4 × 400 m | 7 s 21        |
| 2014 | Championnats d'Europe             | Zurich      | 2e       | 4 × 400 m | 3 min 24 s 32 |
| 2015 | Championnats d'Europe par équipes | Tcheboksary | 1re      | 4 x 100 m | 42 s 50       |
| 2017 | Championnats d'Europe par équipes | Lille       | finale   | 4 x 100 m | DQ            |

## Records
| Épreuve | Épreuve   | Performance | Lieu                | Date                    |
| ------- | --------- | ----------- | ------------------- | ----------------------- |
| 60 m    | En salle  | 7 s 21      | Paris               | 6 mars 2011             |
| 100 m   | Plein air | 11 s 24     | Izmir Kropyvnytskyï | 3 juin 2014 25 mai 2016 |
| 200 m   | Plein air | 22 s 66     | Londres             | 6 août 2012             |
| 400 m   | Plein air | 51 s 58     | Kropyvnytskyï       | 25 juillet 2014         |
| 400 m   | En salle  | 54 s 13     | Moscou              | 2 février 2014          |